# Деттен, Эрик фон
Эрик Томас фон Деттен (англ. Erik Thomas von Detten, род. 3 октября 1982 года) — американский актёр и певец.

## Ранние годы
Эрик Томас фон Деттен родился в Сан-Диего, штат Калифорния, в семье фотографа Сьюзен фон Деттен (урожденной Фарбер) и Фолькера фон Деттена. У него есть три сестры, Долли, Бритта и Андреа, и брат Тимоти. У него немецкое, английское и русское-еврейское происхождение. Его семья переехала в двухэтажный дом в Эль-Сегундо, штат Калифорния, когда он был маленьким ребёнком. В Эль-Сегундо фон Деттен посещал местную государственную начальную школу и был членом команды Cub Scouts.

## Карьера
Деттена дебютировал на экране в роли Николаса Аламейна в сериале «Дни нашей жизни» с 1992 по 1993 год, снявшись в 55 сериях. В 1995 году, когда ему было 13 лет, фон Деттен озвучил злодея Сида Филлипса в анимационном фильме «История игрушек». Затем последовали роли в фильмах: «Рождество каждый день», «Проделки Бивера» и «Грань!». Он играл Клу Белла в сериале «Чудеса.com» с 1999 по 2001 год. В 2001 году он сыграл Джоша Брайанта в мелодраме «Дневники принцессы». Кроме того, у него были роли в сериалах: «Динотопия», «Крот», «Малкольм в центре внимания». Фон Деттен также сыграл роль Криса Сэвиджа в ситкоме «Полные дикари».
В 2007 году он дебютировал на сцене в детском спектакле «Рождественская принцесса» в Санта-Монике. В 2009 году он снялся в музыкальном клипе «Wanted» поп-певицы Джесси Джеймс.
По состоянию на 2018 год фон Деттен работал в фирме Rosland Capital по управлению активами из драгоценных металлов. Сейчас он работает менеджером по продажам в брокерской фирме по торговле сырьевыми товарами.

## Личная жизнь
С 2018 года Фон Деттен женат на Энджел Чен, агенте по недвижимости. У них есть дочь Клэр Элизабет (р. 2019) и сын Томас Генри (р. 2021).

## Избранная фильмография
| Год  | Название                       | Роль                   | Прим            |
| ---- | ------------------------------ | ---------------------- | --------------- |
| 1991 | Всё, что я хочу на Рождество   |                        |                 |
| 1995 | Суперищейка                    | Меттью                 |                 |
| 1995 | История игрушек                | Сид Филлипс            |                 |
| 1996 | Аманда                         | Келси                  |                 |
| 1997 | Геркулес                       |                        |                 |
| 1997 | Проделки Бивера                | Уоллас                 |                 |
| 1998 | Грань!                         | Энди                   |                 |
| 1999 | Тарзан                         | Флинт                  |                 |
| 2001 | Каникулы: Прочь из школы       | Эрвин                  |                 |
| 2001 | Дневники принцессы             | Джош                   |                 |
| 2001 | Переменка                      | Эрвин                  | Direct-to-video |
| 2001 | Джимми Нейтрон: Мальчик-гений  | озвучивание персонажей |                 |
| 2002 | Тарзан и Джейн                 | Флинт                  | Direct-to-video |
| 2002 | Американская девочка           | Кентон                 |                 |
| 2003 | Почти в законе                 | Дикон                  |                 |
| 2003 | Recess: Taking the Fifth Grade | Erwin Lawson (voice)   | Direct-to-video |
| 2003 | Recess: All Growed Down        | Erwin Lawson (voice)   | Direct-to-video |
| 2005 | Улыбка                         | Крис                   |                 |
| 2010 | История игрушек: Большой побег | Сид                    |                 |